# Lucas Maia
Lucas Jaques Varone Maia (Porto Alegre, 23 de febrero de 1993) es un futbolista brasileño, juega como defensor, actualmente se encuentra libre

## Carrera
Después de empezar su carrera en Resende, Maia tuvo su primer período en Dinamarca y Malta antes de hacer su debut profesional en junio de 2019 para Campeonato Brasileiro Série C con el São José.
En enero de 2020, Maia se unió al Ascenso MX con el equipo de  Cafetaleros de Chiapas. En junio de 2020,  el anunciaría él se iría a la Liga de Expansión MX al equipo de  Cancún FC. En diciembre de 2020, Maia se unió a la  Liga MX con el equipo del Puebla en un préstamo de seis meses. El 27 de mayo de 2021, Maia firmó permanentemente con el Puebla, estando de acuerdo un contrato hasta 2024. Marcando el gol del empate en el Repechaje vs el Club Deportivo Guadalajara que quedaría 2-2 pasando el Puebla por medio de los tiros desde el punto penal ganando el Puebla 6-5